# 克里斯托夫二世 (巴登-罗德马亨)
巴登-罗德马亨藩侯克里斯托夫二世（Christoph II. von Baden-Rodemachern，1537年2月26日—1575年8月2日）是巴登-巴登藩侯伯恩哈德三世的次子。
克里斯托夫二世在1569年前先是帮助西班牙对抗法国，其后又站在瑞典一边反对丹麦，他同瑞典国王古斯塔夫一世最漂亮的一个女儿Cäcilie Wasa von Schweden住在伦敦的宫殿，晚年在他妻子的兄弟瑞典国王约翰三世的欧塞尔岛（今萨雷马岛）上度过。
克里斯托夫二世在死后被追认为巴登藩侯家族罗德马亨支系的创立者。

## 家庭
1564年11月11日，克里斯托夫二世與瑞典国王古斯塔夫一世的女儿塞西莉亞结婚，生有：
- 愛德華（1565年9月17日—1600年6月18日），继承巴登-罗德马亨藩侯爵位，1588年得到巴登-巴登。
- 克里斯托夫·古斯塔夫（1566年8月13日—1609年1月18日）
- 腓力三世（1567年8月15日—1620年11月6日），1600年繼承巴登-罗德马亨藩侯爵位
- 卡尔（1569年3月7日—1590年）
- 伯恩哈德（1570年12月—1571年2月）
- 约翰·卡尔（1572年—1599年1月29日），马耳他骑士团成员。